# Metternich (Adelsgeschlecht)

Stammwappen derer von Metternich (Muschelwappen)

Metternich war der Name zweier weitverzweigter Adelsgeschlechter aus dem Rheinland, deren Stammsitze beide in der Ortschaft Metternich an der Swist lagen. Das eine Geschlecht führte im Wappen drei schwarze Muscheln auf silbernem Grund und hatte seinen Stammsitz auf Haus Velbrück in Metternich, das andere führte einen silbernen Löwen auf rot-gold gestreiftem Grund und saß auf der Wasserburg in Metternich. Beide Wappen sind heute im Ortswappen von Metternich kombiniert. Die beiden Geschlechter waren verschiedenen Stammes.
Die Familie von Metternich mit dem Muschelwappen brachte eine Reihe von Bischöfen und Erzbischöfen hervor. Im 17. Jahrhundert wurden verschiedene ihrer Zweige in den Freiherren- und Grafenstand des Heiligen Römischen Reiches erhoben. Eine Linie regierte ab 1652 reichsunmittelbar die Herrschaften Winneburg und Beilstein und gehörte damit zum Hohen Adel. Sie stieg 1803 in den Fürstenstand auf. Ihr bekanntester Vertreter war der österreichische Staatskanzler Klemens Wenzel Lothar von Metternich. Mit Paul Alfons von Metternich-Winneburg (1917–1992) ist das Geschlecht im Mannesstamme ausgestorben.
Die Wolff-Metternich zur Gracht gehören agnatisch nicht zu diesem Geschlecht, sondern benannten sich infolge der Einheirat einer Erbtochter Metternich in die hessische Familie Wolff von Gudenberg so.

## Metternich (Muschelwappen)

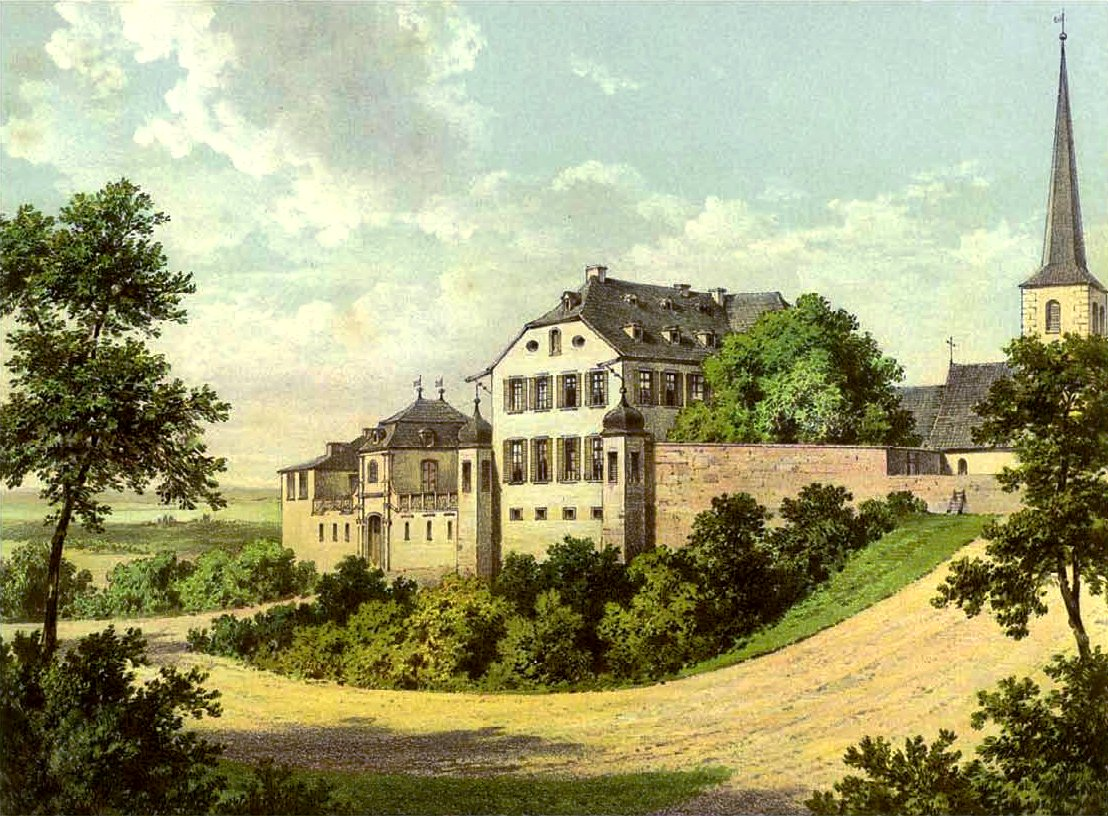
Burg Hemmerich

Die Familie von Metternich mit dem Muschelwappen war ursprünglich ein Zweig des mittelrheinischen Adelsgeschlechts von Hemberg mit Stammsitz in Hemmerich bei Bonn. Dieses hatte seinen Ursprung in der Ministerialität und übte schließlich das Erbamt des Erbkämmerers des Erzstiftes Köln aus.
Ein Zweig derer von Hemberg nannte sich seit dem 13. Jahrhundert nach dem Ort Metternich. In Metternich standen zwei Burgen. Der Sitz der Hemberger Metternich (mit dem Muschelwappen) war das inzwischen zerstörte Haus Velbrück, so benannt, da es 1545 durch Heirat an die Familie von Velbrüggen fiel. Die andere Burg, die heute noch stehende Wasserburg Metternich, war Stammsitz der Metternich mit dem Löwenwappen (siehe unten). Zwischen den beiden Gütern, deren Hofbereiche aneinandergrenzen, verläuft in Ost-West-Richtung die Swist und in Süd-Nord-Richtung die Römerstraße von Trier an den Rhein bei Wesseling.
Nachdem bereits zuvor verschiedene Linien erloschen waren, gab es im 16. Jahrhundert noch sieben Linien. Dazu gehörten:
- die seit dem 15. Jahrhundert bis Ende des 18. Jahrhunderts auf Burg Zievel ansässige Linie, die wegen des 1668–1818 in ihrem Besitz befindlichen Guts Müllenark im Herzogtum Jülich auch die müllenarckische genannt wurde
- die aus ihr hervorgegangene burscheidische im Herzogtum Luxemburg (1494–1700)
- die niederbergische im Herzogtum Jülich (1497–1739)
- die winneburg-beilsteinische im Erzstift Trier (1652–1795, danach in Österreich, Böhmen und im Rheingau)
- die chursdorfische in der Mark Brandenburg
- die rodendorffische in Lothringen

Von diesen erlosch als Letzte 1992 die fürstliche, winneburgische Linie.

### Linie Bourscheid

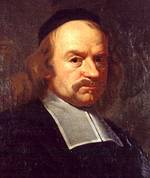
Lothar Friedrich von Metternich-Burscheid (1617–1675), Kurfürst-Erzbischof von Mainz

Dieter von Metternich zu Zievel kam durch Heirat 1494 in den Besitz der Herrschaft und Burg Bourscheid in Luxemburg. Sein gleichnamiger Enkel († 1600) war auch Herr von Mersch und Esch-Sauer.
Dessen Enkel Wolfgang Heinrich († 1699) erwarb Dodenburg, Neckarsteinach und Densborn. Damit verbunden war das Erbmarschallamt des Herzogtums Luxemburg. Dessen Bruder Lothar Friedrich war (1617–1675) Fürstbischof von Speyer und Worms sowie Erzbischof und Kurfürst von Mainz. Durch diesen war die Familie Metternich seither im Besitz des Erbkämmereramtes des Kurfürstentum Mainz.
Durch Wolfgang Heinrichs Tochter Anna Klara Freiin von Metternich-Burscheid fiel ein erheblicher Teil des Besitzes im Jahre 1700 an deren Ehemann Kasimir Friedrich von Kesselstatt, darunter die Herrschaft Lösnich, Haus und Herrschaft Bruch, die Herrschaft Dodenburg, die Herrschaft Bitburg, der Kriechinger Hof zu Kröv und das Metternich-Burscheider Haus zu Koblenz. Hugo Franz Wolf von Metternich verkaufte 1753 die Herrschaft Burscheid.

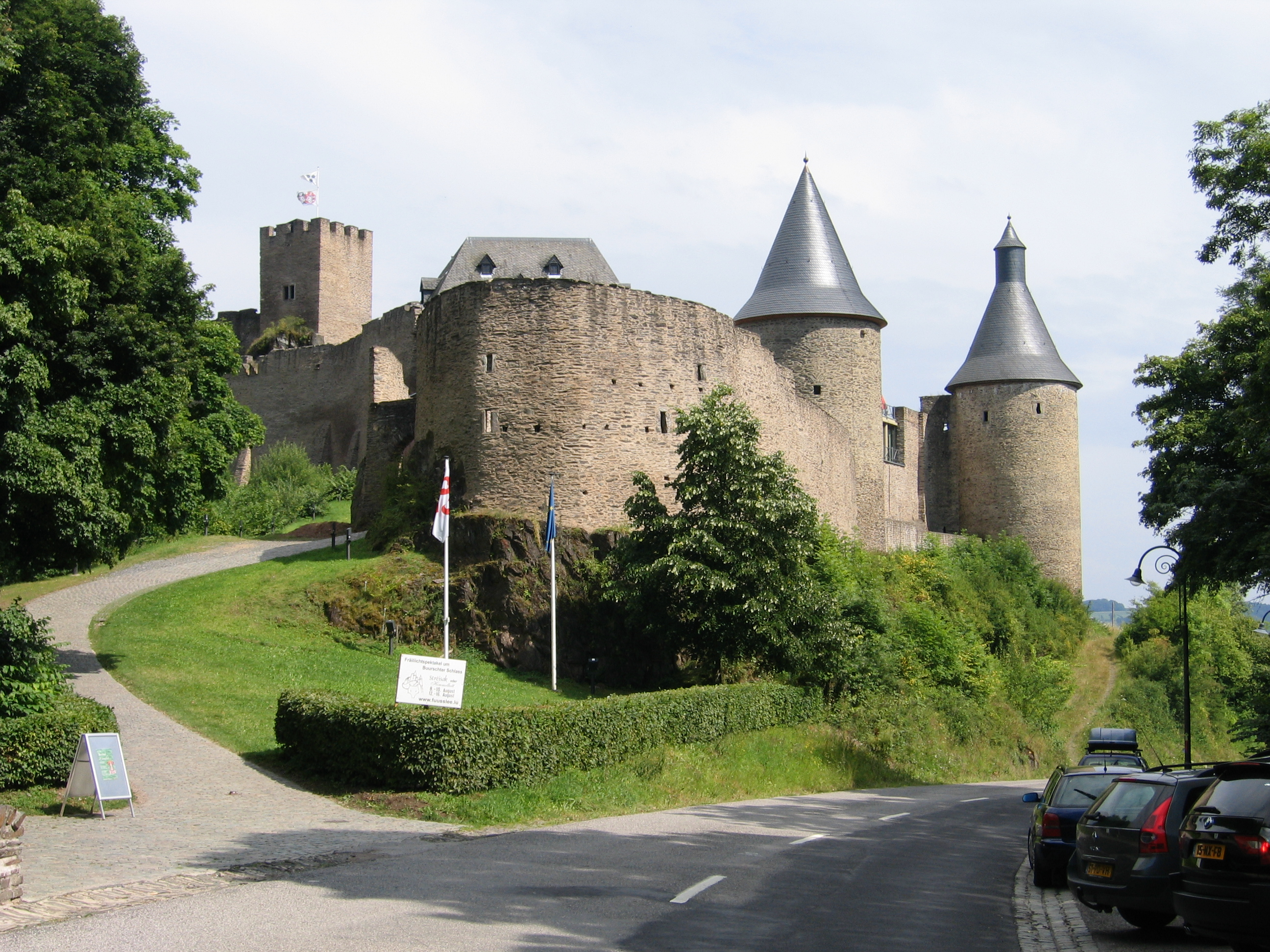
Burg Bourscheid, Luxemburg
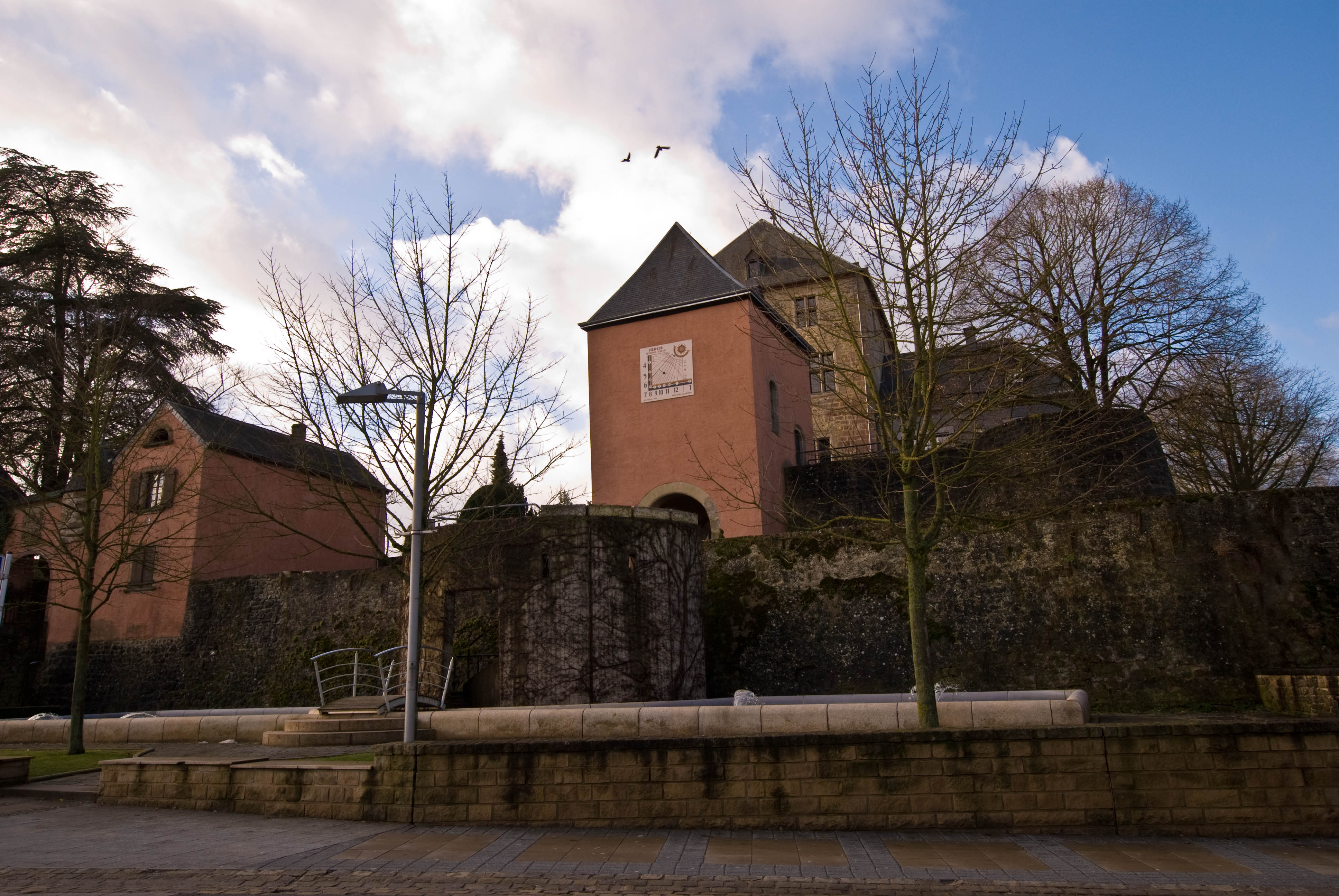
Schloss Mersch, Luxemburg
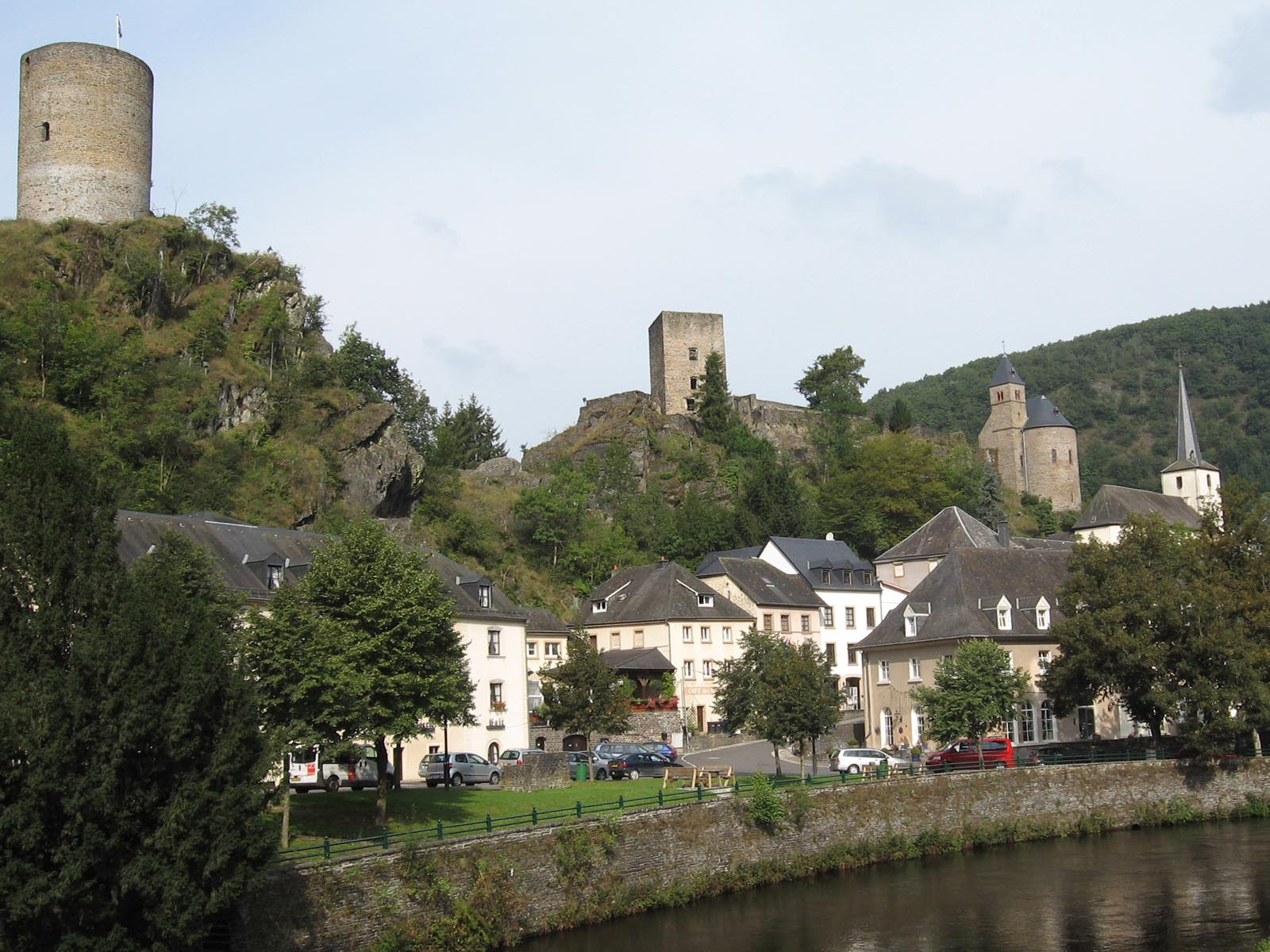
Esch-Sauer, Luxemburg

### Linie Winneburg-Beilstein

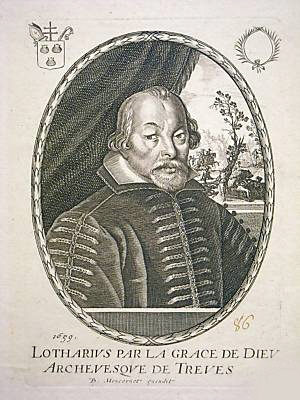
Lothar von Metternich (1551–1623), Kurfürst-Erzbischof von Trier

Mit Lothar von Metternich aus einem Zweig, der auf Schloss Vettelhoven ansässig war, stellte die Familie den Trierer Erzbischof. 1652 wurde der Erwerb der reichsunmittelbaren Herrschaften Winneburg und Beilstein an der Mosel ermöglicht. Ihr Besitz führte 1679 zur Verleihung des Grafentitels an diese Linie, mit Sitz und Stimme im Niederrheinisch-Westfälischen Reichsgrafenkollegium.

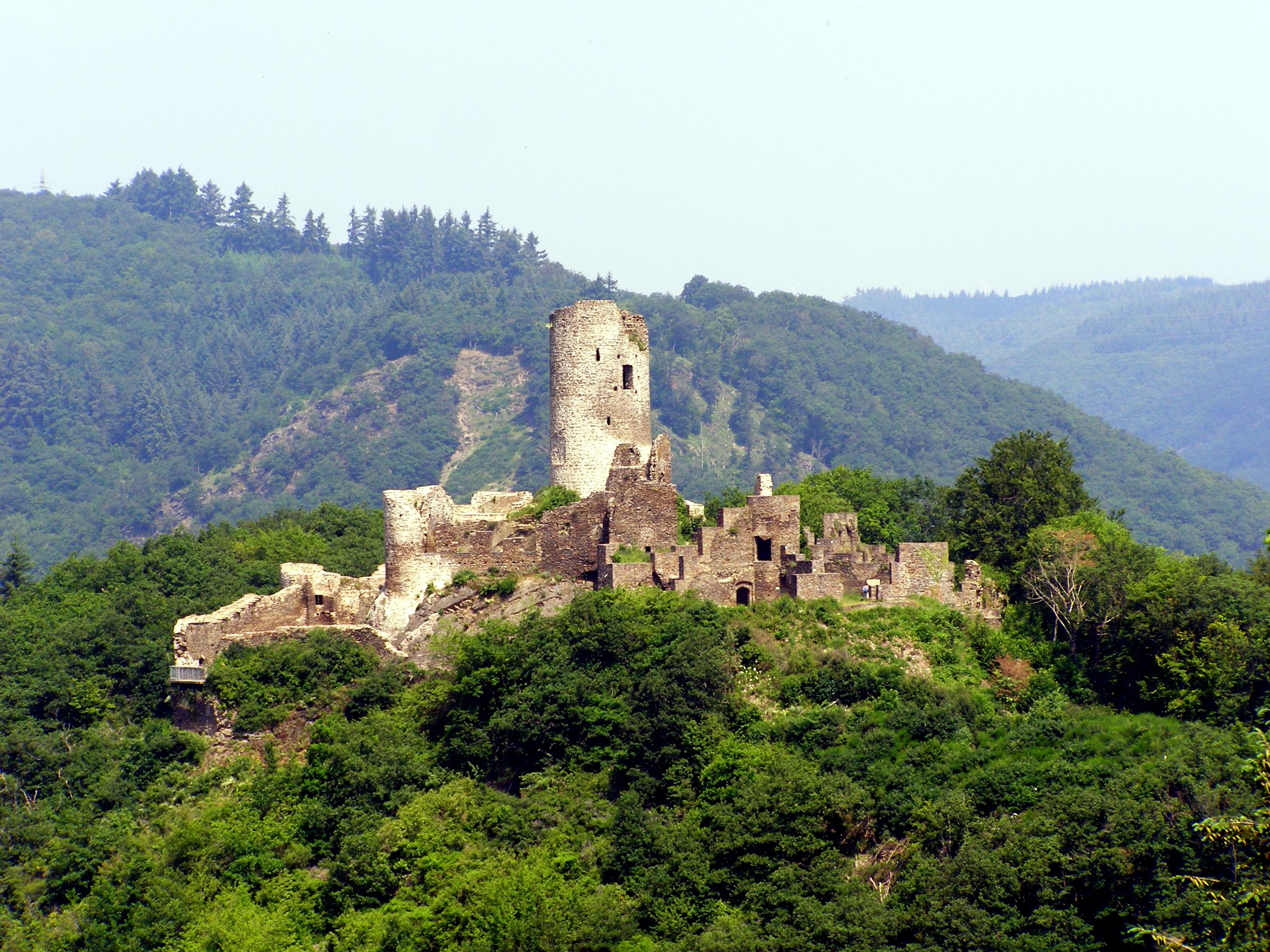
Winneburg
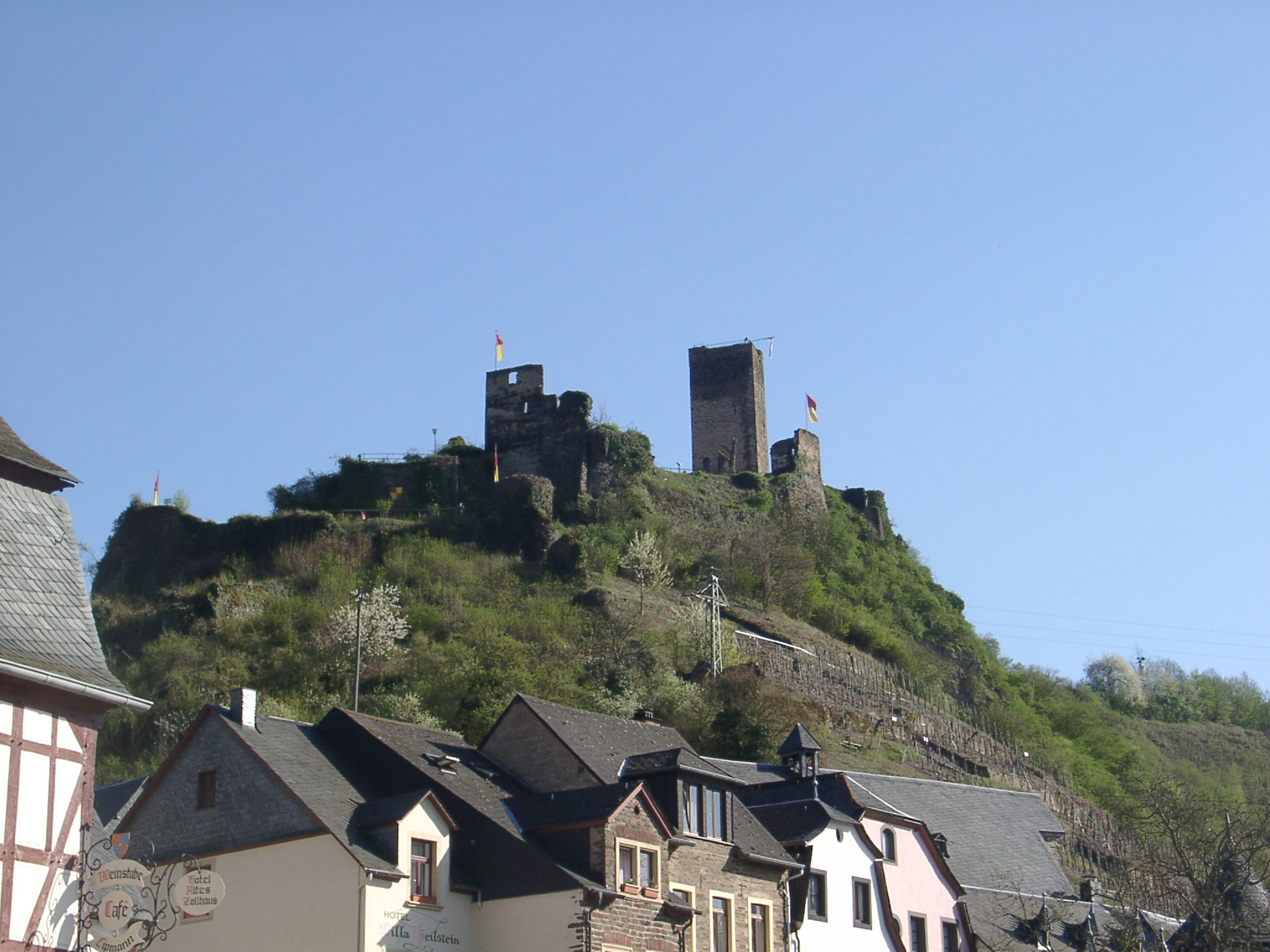
Burg Metternich in Beilstein (Mosel)

Die Neffen von Lothar Johann Reinhard von Metternich, Karl von Metternich sowie Emmerich von Metternich, allesamt in hohen kirchlichen Ämtern, waren als Anhänger der Habsburger Gegner des französisch gesinnten Erzbischof von Trier Philipp Christoph von Sötern.
Der kaiserliche Generalquartiermeister Lothar von Metternich und sein Bruder Wilhelm erwarben 1623/30 die Herrschaft Königswart in Böhmen. Diese kauften auch den Metternichschen Hof in Koblenz.

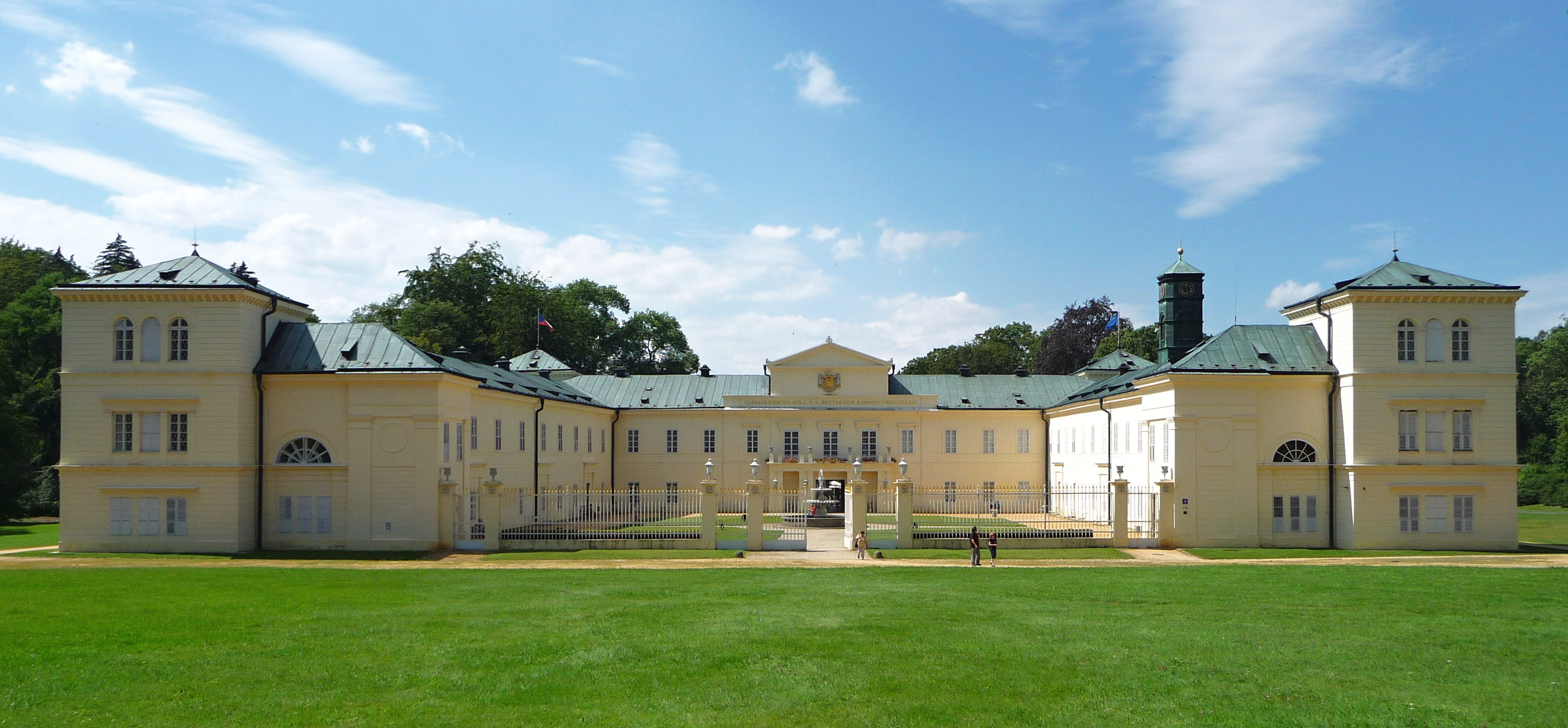
Schloss Königswart (Böhmen)
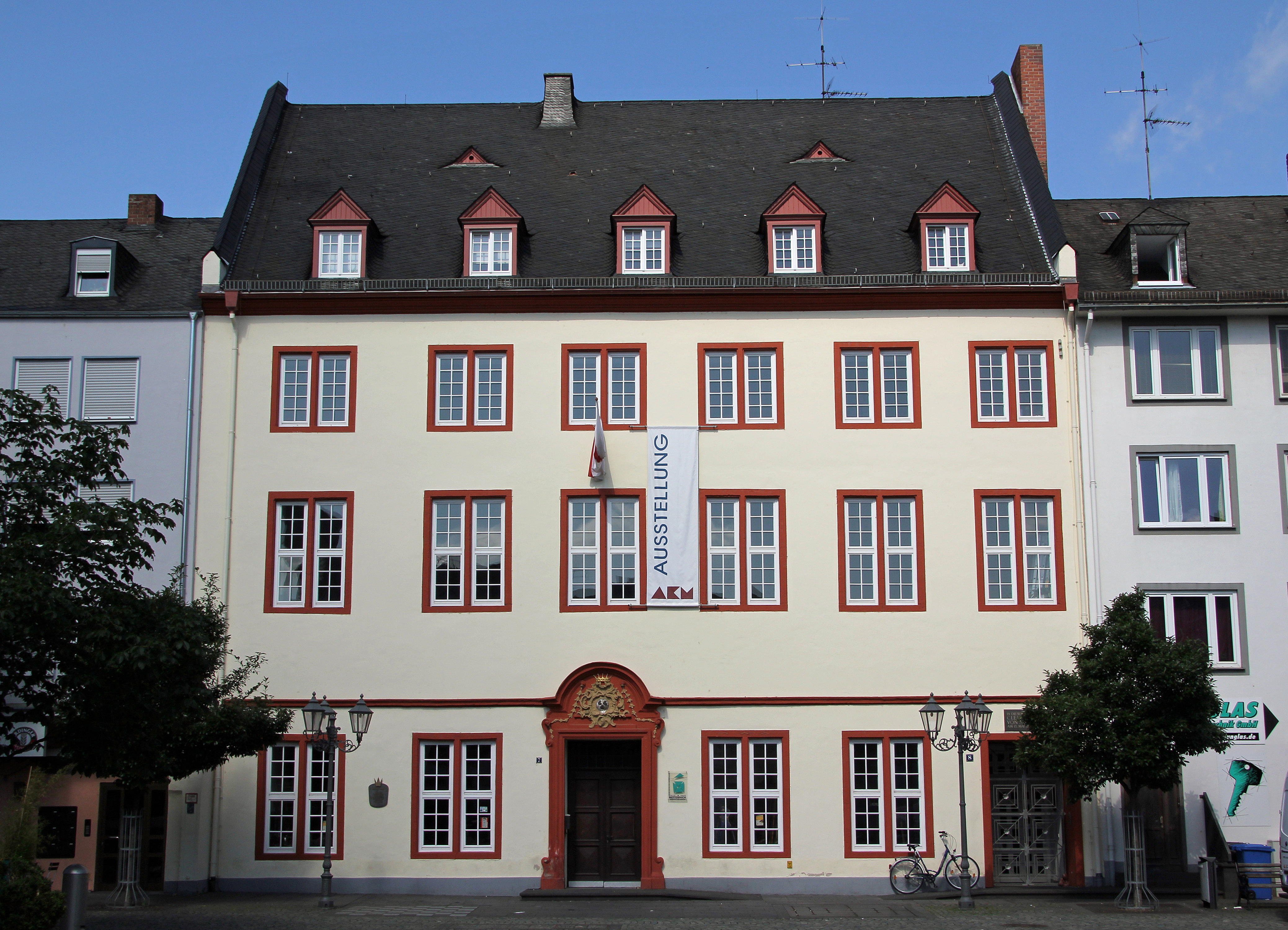
Haus Metternich (Koblenz)

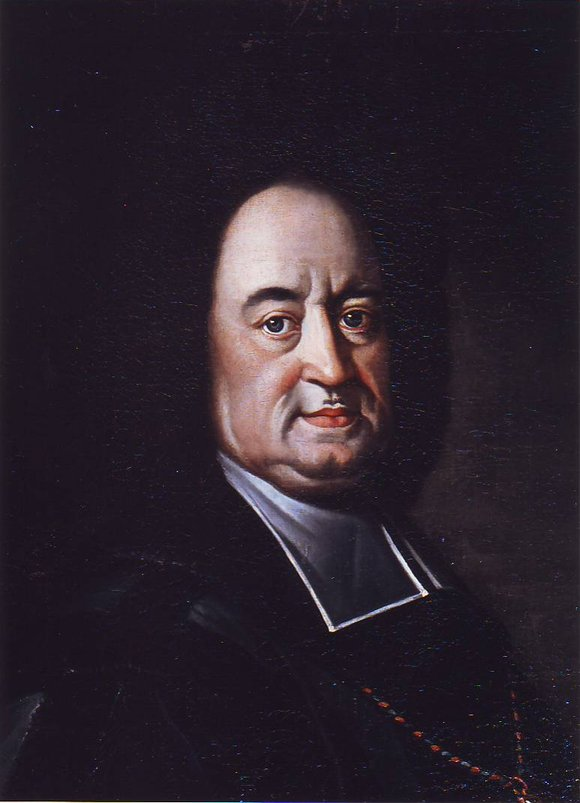
Karl Heinrich von Metternich-Winneburg (1622–1679), Kurfürst-Erzbischof von Mainz

Der älteste Sohn Wilhelms Karl Heinrich von Metternich-Winneburg wurde 1679 Erzbischof in Mainz und Fürstbischof von Worms. Der jüngere Sohn Philipp Emmerich († 1698) wurde in den Grafenstand erhoben.
Als Entschädigung für den 1794 besetzten und 1801 an die Erste Französische Republik gefallenen linksrheinischen Besitz Winneburg-Beilstein erhielt Franz Georg Carl Graf von Metternich-Winneburg (1746–1818, Vater des berühmten österreichischen Staatskanzlers Klemens Wenzel), 1803 die ehemalige Reichsabtei Ochsenhausen und den primogenen Titel eines reichsunmittelbaren Fürsten von Ochsenhausen, während die übrigen Familienmitglieder Grafen und Gräfinnen blieben. Das Fürstentum fiel aber bereits 1806 infolge von Mediatisierung an das Königreich Württemberg, und dieses erwarb 1825 vom Staatskanzler Metternich auch die dortigen ehemaligen Klosterliegenschaften.

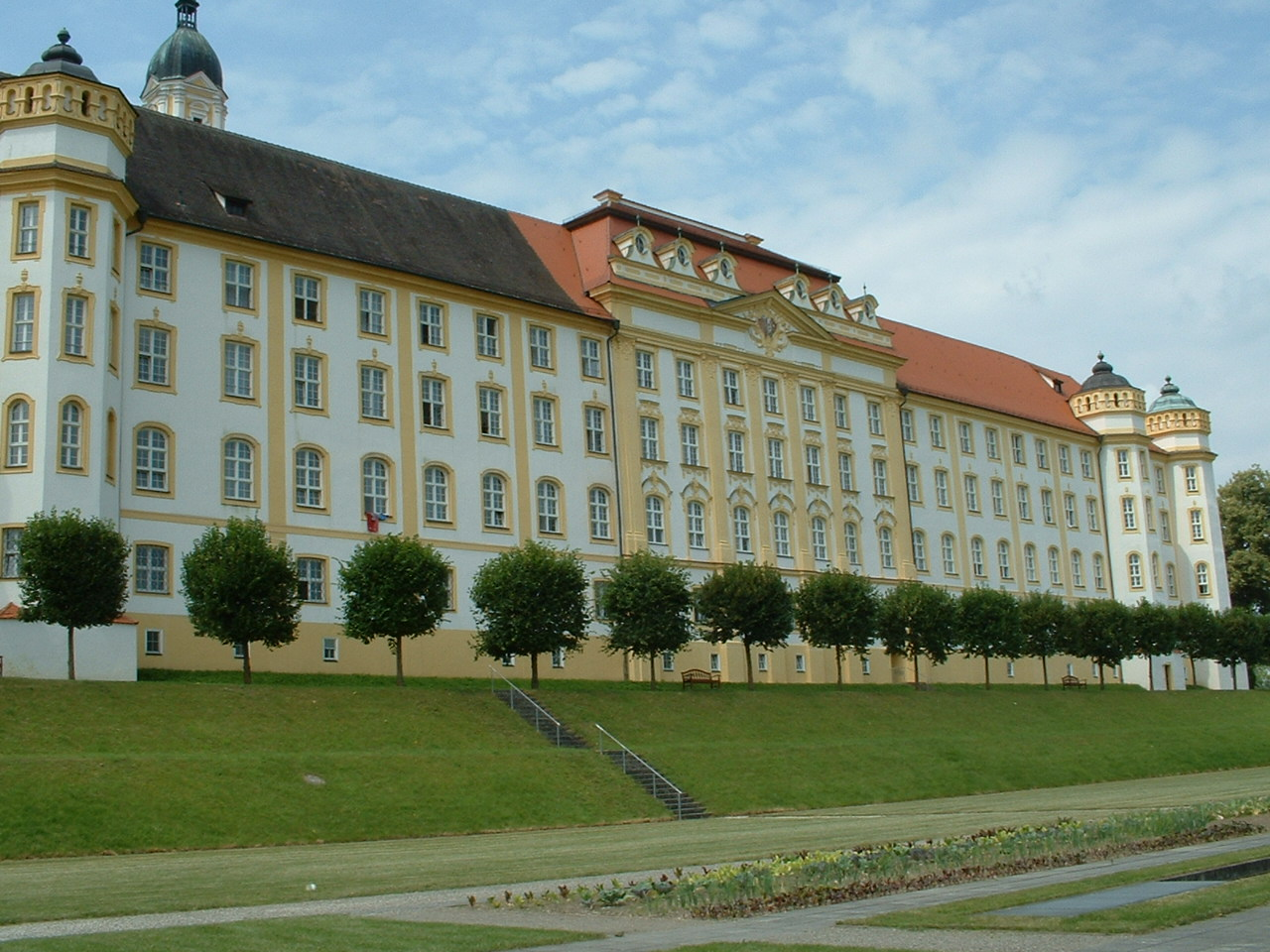
Kloster Ochsenhausen

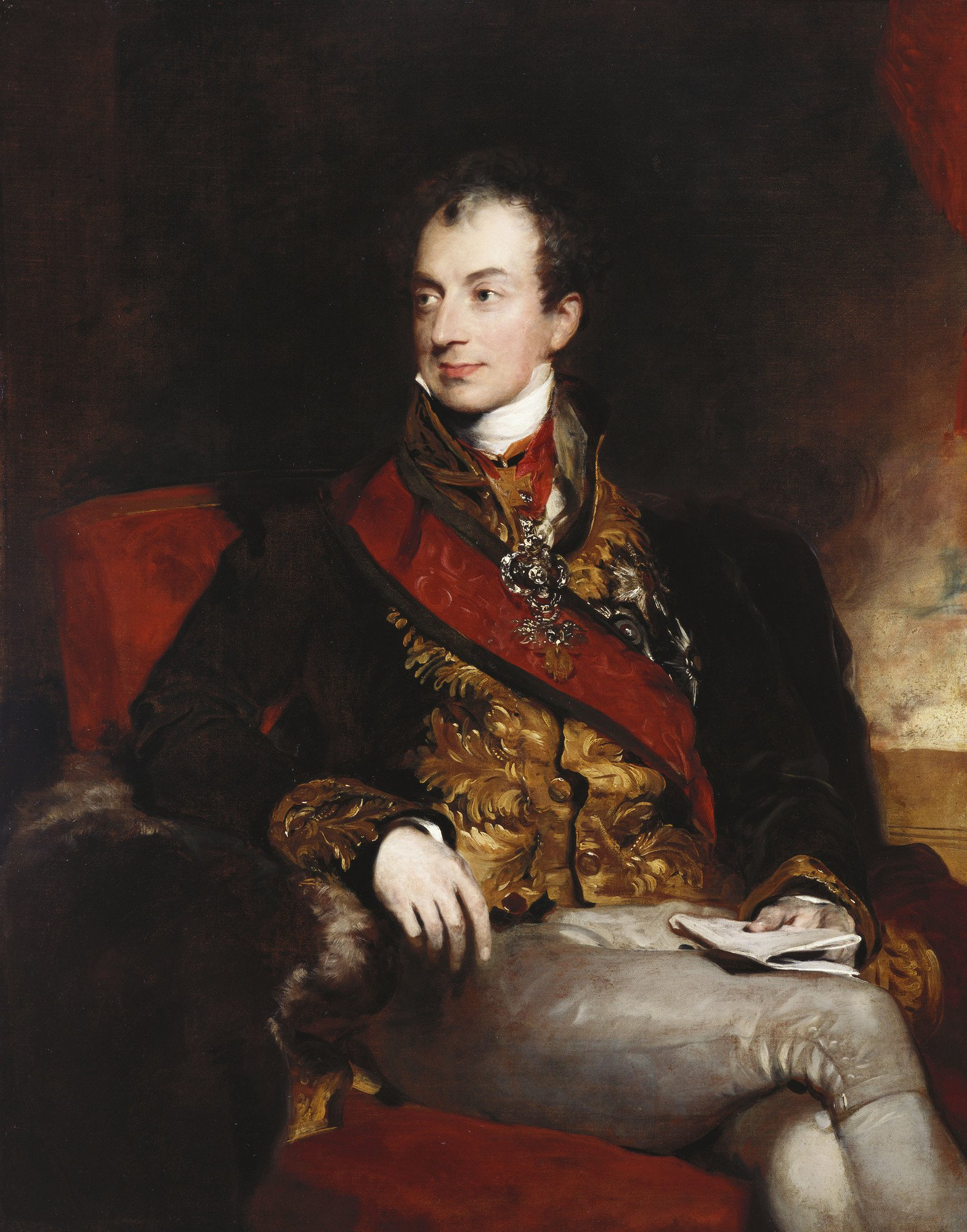
Klemens Wenzel Lothar von Metternich (1773–1859), österreichischer Staatskanzler

1813 wurde dem österreichischen Staatskanzler Klemens Wenzel Lothar (Sohn des 1803 zum Fürsten von Ochsenhausen erhobenen Grafen Metternich-Winneburg) der unbeschränkte erbliche österreichische Fürstenstand mit dem Titel eines Fürsten von Metternich-Winneburg verliehen (d. h. außer dem jeweiligen Erstgeborenen, der als Erbe Fürst von Ochsenhausen wurde, waren nun alle anderen Kinder nicht mehr nur Grafen und Gräfinnen, sondern Prinzen und Prinzessinnen von Metternich). 1818 wurde er auch zum sizilianischen Herzog von Portella erhoben. Der Staatskanzler und seine Familie lebten in Wien in dem von ihm erworbenen und umgebauten Palais Metternich. 1816 erhielt er von Kaiser Franz I. von Österreich das Schloss Johannisberg im Rheingau, ein säkularisiertes Kloster mit berühmtem Weingut, als Dotation. Es wurde zum Sommersitz der Familie. 1826 kaufte er in Böhmen, wo er das ererbte Schloss Königswart besaß, ferner das aufgehobene Kloster Plaß bei Pilsen. Dort ließ er eine Familiengruft errichten, wo er 1859 auch beigesetzt wurde. Das Kloster beherbergte seither auch das fürstliche Familienarchiv. Königswart und Plaß blieben bis zur Enteignung im Jahr 1945 im Besitz der Fürsten Metternich-Winneburg, die dort auch lebten.

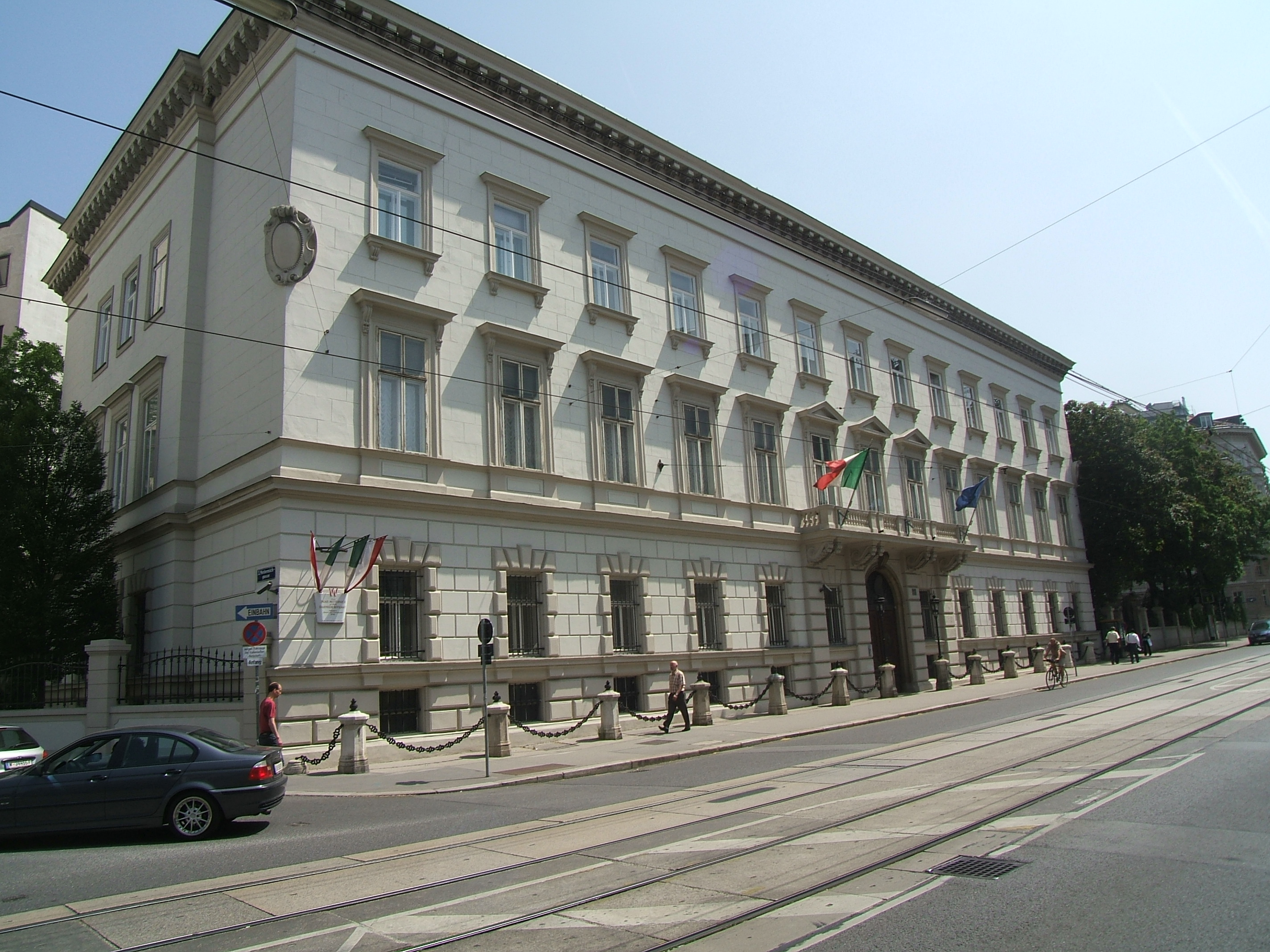
Palais Metternich, Wien
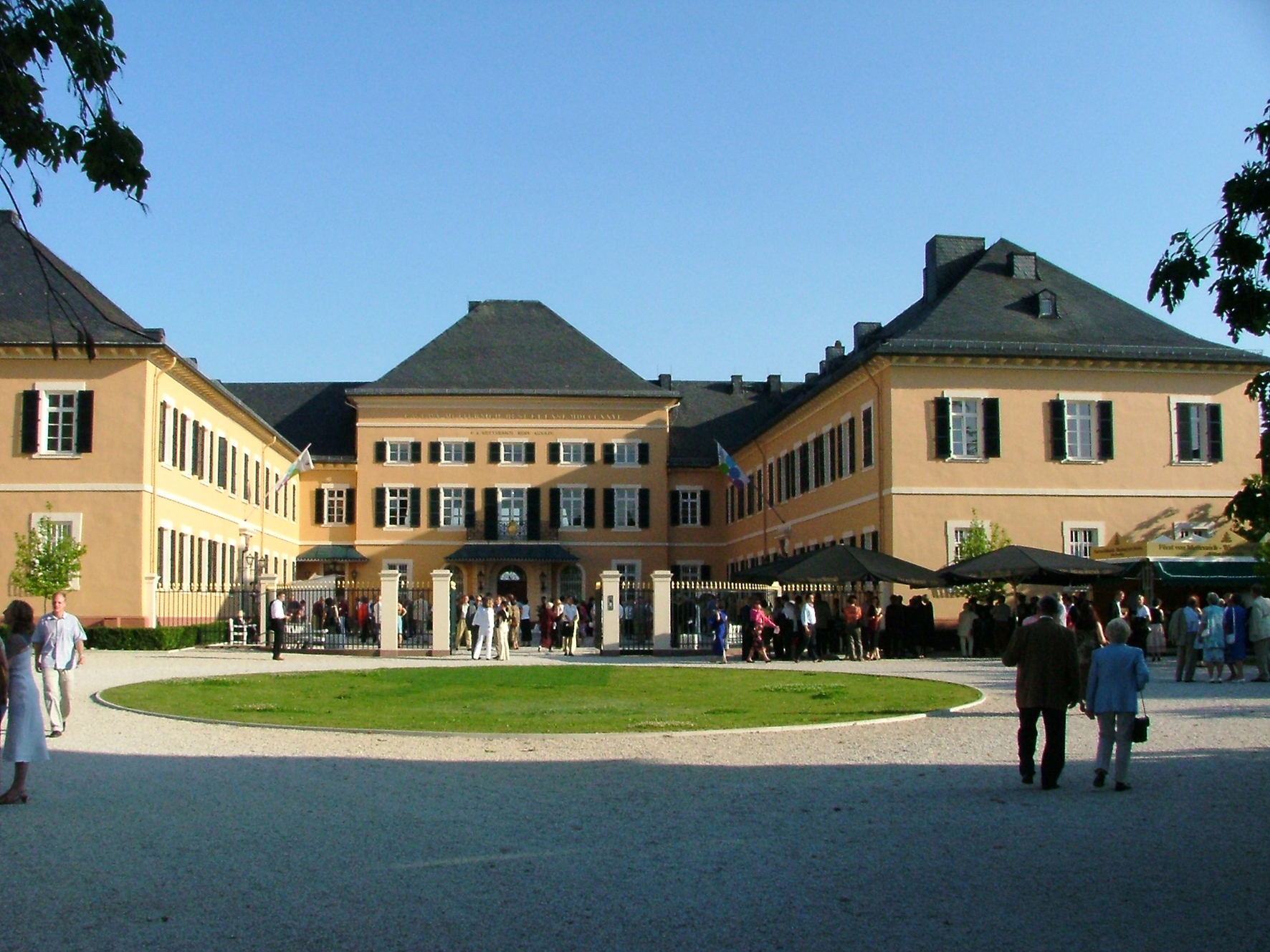
Schloss Johannisberg (Rheingau)
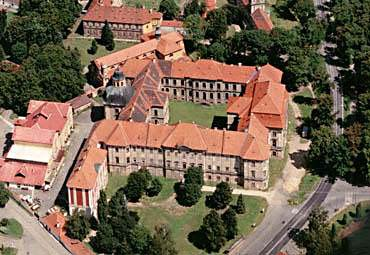
Kloster Plaß, Böhmen

Richard Klemens 3. Fürst von Metternich-Winneburg war ab 1861 erbliches Mitglied des Herrenhauses im österreichischen Reichsrat. Verheiratet war er mit seiner Nichte Pauline von Metternich, geb. Gräfin Sándor, der Tochter seiner Halbschwester Léontine.
Da die Ehe zwar drei Töchter, aber keinen Sohn als Stammhalter hervorgebracht hatte, ging nach dem Tod des Fürsten Richard Klemens der Titel auf seinen Halbbruder Paul von Metternich (1834–1906) über. Ihm folgte als Fürst dessen Sohn Klemens Wenzel (1869–1930).
Sein Sohn war Paul Alfons (1917–1992). Dieser nahm 1945 nach Kriegsende und erfolgter Ausweisung aus der Tschechoslowakei, gleichzeitiger Enteignung des dortigen Grundbesitzes in Königswart und Plaß, mit seiner Familie den Wohnsitz auf dem seit 1816 im Familienbesitz befindlichen, jedoch kriegszerstörten Schloss Johannisberg im Rheingau. Das Schloss und das zugehörige Weingut baute er mit seiner Ehefrau wieder auf, verkaufte beides jedoch Ende der 1970er Jahre an die Oetker-Gruppe. Er war unter anderem Großbailli der Großballei Deutschland des Lazarus-Ordens, Rennfahrer, Präsident und später Ehrenpräsident des Automobilclubs von Deutschland (AvD). Mit ihm ist das Geschlecht derer von Metternich im Mannesstamm ausgestorben. Seine Frau Tatiana von Metternich-Winneburg war Mäzenin, Malerin und Schriftstellerin.
Die heute noch lebenden Träger des Namens Metternich-Sándor stammen von Franz-Albrecht Metternich-Sándor (1920–2009) ab, der mütterlicherseits ein Nachkomme des Fürsten Klemens Wenzel Lothar von Metternich-Winneburg war und 1926 von seiner Tante, Klementine von Metternich-Sándor (1870–1963), adoptiert wurde. Franz-Albrecht war ein Sohn des Herzogs von Ratibor aus dem Hause Hohenlohe-Schillingsfürst, dem diese Familie als Zweig angehört.

### Stiftsadel
Die Metternich stellten eine bedeutende Familie des Stiftsadels im Heiligen Römischen Reich dar. Seit dem 16. Jahrhundert gab es Vertreter in den Domkapiteln von Mainz, Worms, Speyer, Münster, Lüttich und Bamberg. Nicht vertreten war sie indes im hochadelig-edelfreien Kölner Domkapitel. Sie saßen aber auch in verschiedenen Stiftkapiteln, etwa in Bonn, Maastricht, Mainz, Münstereifel und Xanten. Im Trierer Domkapitel war die Familie Metternich zwischen 1547 und 1778 ohne Unterbrechung vertreten. Insgesamt waren ab 1648 137 Familienmitglieder Domherren eines Hochstifts. Hinzu kamen Malteser- und Deutschordensritter sowie Angehörige weiterer kirchlicher Orden. Weibliche Familienmitglieder gehörten einer Reihe von Klöstern und Stiften an. Unter diesen waren mehrere Äbtissinnen und Priorinnen.

### Brandenburgische Linie Chursdorf

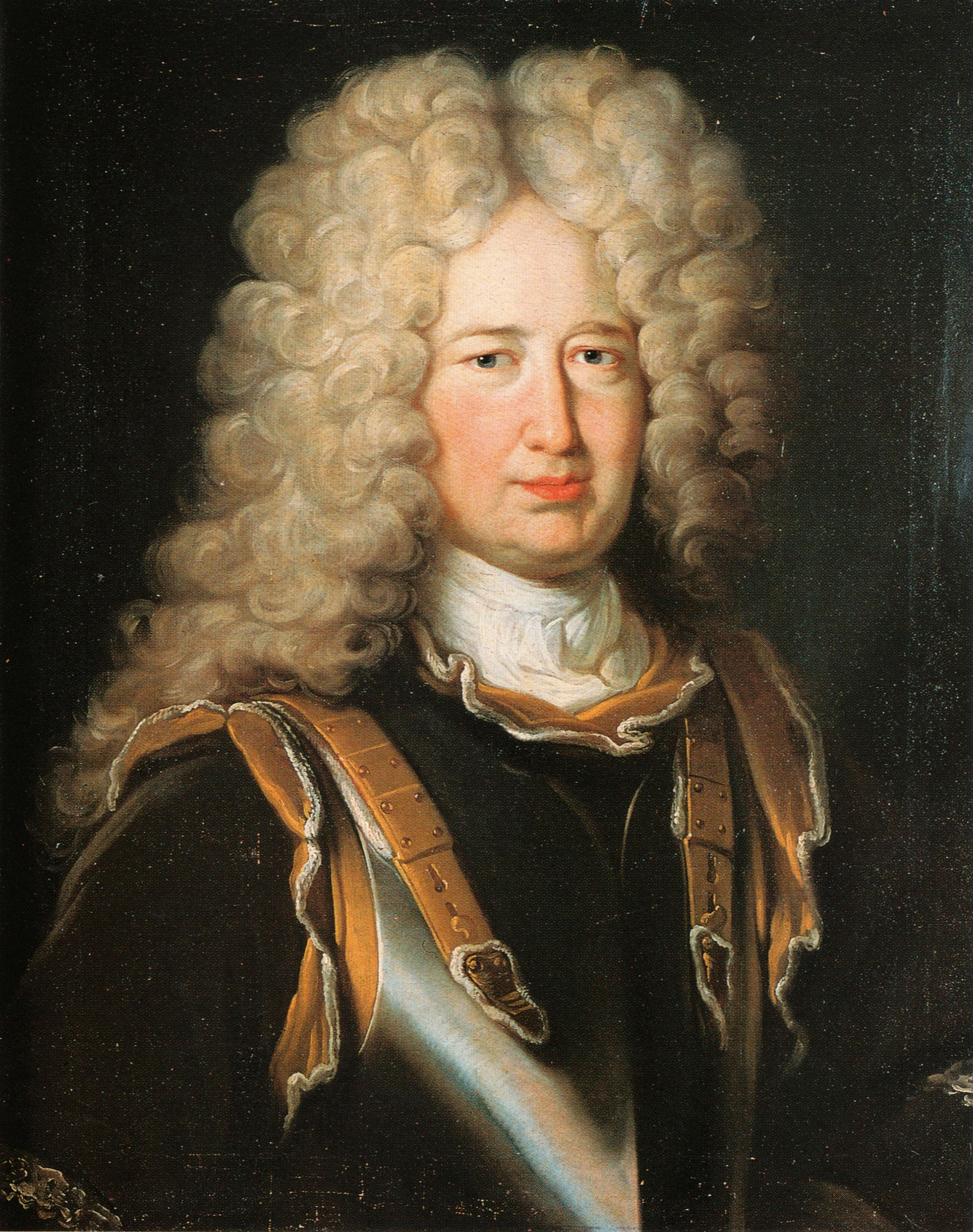
Ernst Graf von Metternich (1657–1727), preußischer Gesandter am Reichstag in Regensburg

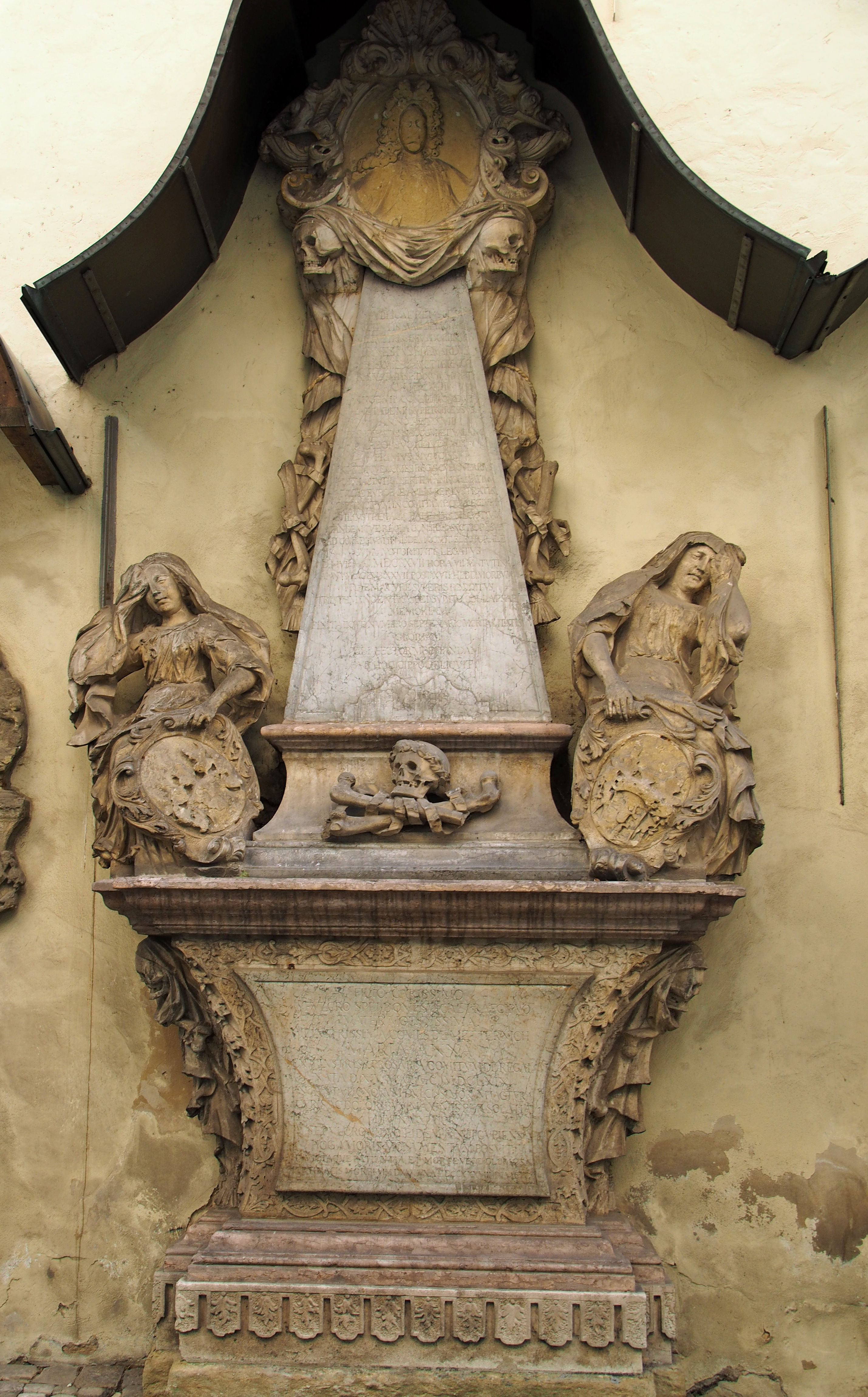
Epitaph für Ernst Eberhard von Metternich und seine Mutter auf dem Gesandtenfriedhof Regensburg

Begründer der Chursdorfer Linie (heute: Mostkowo bei Barlinek) in Brandenburg (Neumark) war Johann Reinhard Freiherr von Metternich († 1712). Dieser trat zum protestantischen Glauben über und war Administrator des Stifts Halberstadt. Von seinen vier Söhnen sind zwei Söhne als Soldaten gefallen, Karl Ludwig von Metternich 1675 bei Fehrbellin und Karl von Metternich 1689 bei der Belagerung von Bonn. Der dritte Sohn, Ernst von Metternich (* 1657 † 1727) und seit 1697 Graf, war preußischer Geheimer Staatsrat und wurde 1690 als Gesandter zum Immerwährenden Reichstag nach Regensburg geschickt. Dort lernte er die Exulantentochter Anna von Regal zu Kranichsfeld (* 1670 † 1737) kennen und heiratete sie. In Wien am Kaiserhof verhandelte er über die Verleihung der Königswürde an den Kurfürsten Friedrich III. von Brandenburg. Sein ältester Sohn, Ernst Eberhard von Metternich (* 1691 † 1717), verhandelte 1707 gemeinsam mit seinem Vater in der Schweiz erfolgreich über den Erwerb des Fürstentums Neuenburg für Preußen und wurde zum Dank für den Erfolg zum Mitgesandten seines Vaters am Reichstag in Regensburg ernannt. Der Vater Ernst von Metternich agierte ab 1713 als Gesandter bei den Friedensverhandlungen in Utrecht. Sein Sohn und Mitgesandter Ernst Eberhard starb im Juli 1717, nur 27 Jahre alt, in Regensburg und wurde auf dem Gesandtenfriedhof zunächst ohne Grabdenkmal begraben. Seine Schwester Eleonore (* 1692) hatte 1708 in Regensburg den Cousin ihrer Mutter, Maximilian Ludwig von Regal zu Kranichsfeld (* 1668 † 1717), geheiratet. Auch dieser Schwiegersohn des Vaters und Gesandten Ernst von Metternich starb noch im gleichen Jahr bei der Belagerung von Belgrad, nur kurz nachdem der ältere Sohn Ernst Eberhard im Juli 1717 gestorben war. Zuletzt starb 1720 auch noch der jüngere Sohn Ernst August von Metternich (* 1694 † 1720), ebenfalls jung, wie sein älterer Bruder. Sieben Jahre später, Ende Dezember 1727 starb der Vater Ernst von Metternich in Regensburg, nachdem er am Tag vor seinem Tod ohne Wissen seiner Ehefrau, aber mit Wissen und Mithilfe seiner Tochter Eleonore zum Katholizismus konvertiert war. Die Konversion erregte großes Aufsehen und hatte viele Streitschriften zur Folge, weil der verstorbene preußische Gesandte mit viel Pomp in der katholischen Klosterkirche St. Emmeram begraben wurde und man ihm dort ein großes Epitaph mit einer die Protestanten provozierenden Inschrift errichtet hatte. Seine Ehefrau war über die Konversion ihres Ehemannes und über das für ihn errichtete Epitaph in einer katholischen Kirche so empört, dass sie 1728 auf dem Gesandtenfriedhof neben der protestantischen Dreieinigkeitskirche für ihren bereits vor elf Jahren verstorbenen Sohn Ernst Eberhard noch nachträglich ein Epitaph errichten ließ. Ebenfalls veröffentlichte sie eine Streitschrift, in der sie ihre Sicht auf die Vorkommnisse beschrieb. Die Inschriften der beiden Epitaphien von Vater und Sohn dokumentieren den religiösen Zwist in der Linie Chursdorf.
Der letzte noch lebende Bruder des Gesandten Ernst von Metternich, Wolf von Metternich, ansbachischer und bayreuther Geheimer Rat, war ebenfalls Reichstagsgesandter in Regensburg und ab 1726 Kanzler im Fürstentum Schwarzburg. Außerdem trat er als theosophisch-alchemistischer Autor hervor. Als er 1731 unverheiratet und ohne Kinder starb, war die Chursdorfer Linie Metternich ausgestorben.

### Standeserhöhungen
- Freiherrendiplom vom 14. April 1664 für Wolfgang Heinrich von Metternich
- Grafendiplom vom 20. März 1667 für Philipp Emmerich Freiherr von Metternich aus der Linie Winneburg.
- Grafendiplom vom 28. Mai 1696 für Ernst Freiherr von Metternich aus der Chursdorfischen Linie
- Fürstendiplom vom 30. Juni 1803 für Franz Georg Carl Joseph Reichsgraf von Metternich zu Winneburg und Beilstein in seiner Eigenschaft als mediatisierter Standesherr und Inhaber der Reichsabtei Ochsenhausen
- Am 20. Oktober 1813 Verleihung des erblich österreichischen Fürstenstandes an Clemens Wenzelaus Lothar Reichsgraf von Metternich zu Winneburg mit Gültigkeit für die Nachkommen von Fürst Franz Georg Carl Joseph (Fürstendiplom ausgefertigt am 21. April 1814)
- Herzogsdiplom des Königreichs Neapel vom 1. August 1818 für Clemens Wenzelaus Lothar Fürst von Metternich-Winneburg. Vom selben Tag Diplom als Herzog von Portella im Königreich beider Sizilien. Er wurde 1818 auch spanischer Grande.

### Wappen
Das Stammwappen zeigt in Silber drei (2:1) schwarze Muscheln. Auf dem Helm mit schwarz-silbernen Decken ein silberner Schwanenhals.

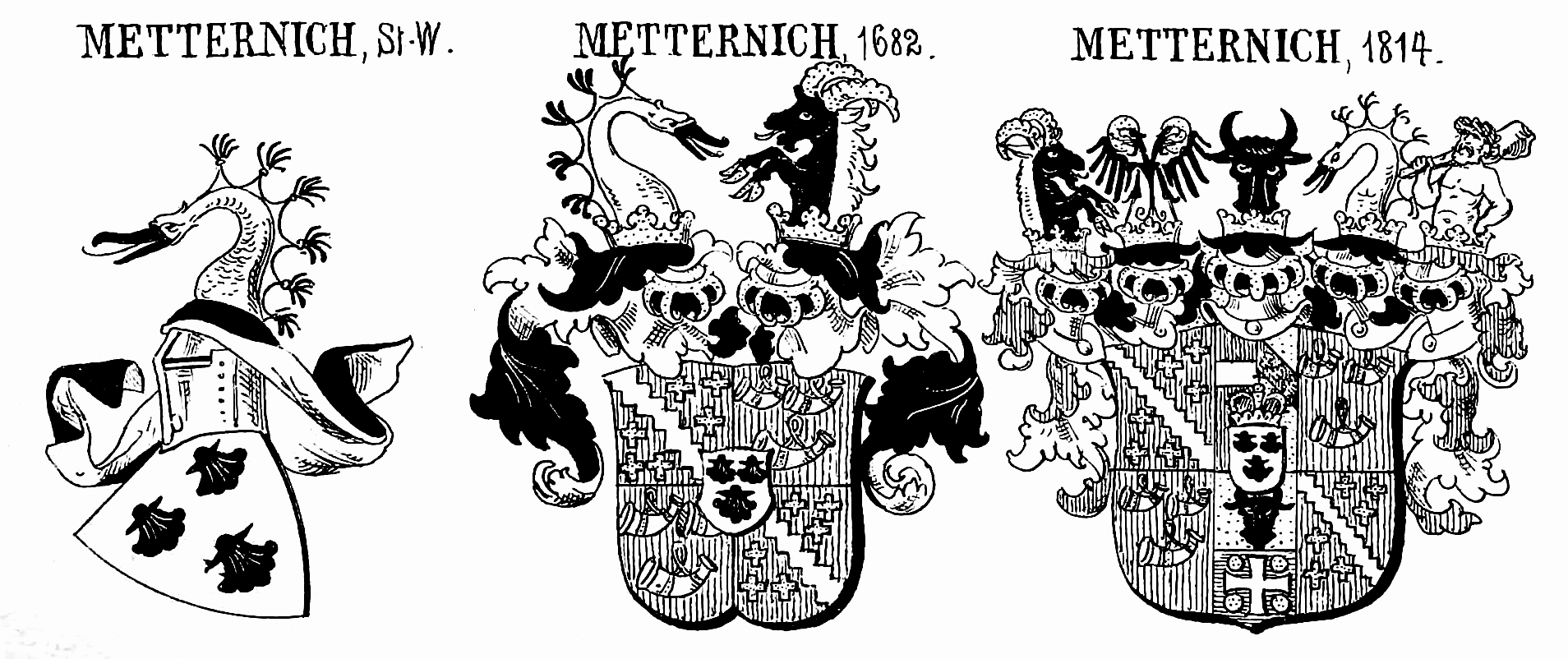
Wappen der Metternich im Neuen Johann Siebmachers Wappenbuch

### Namensträger
- Lothar von Metternich (1551–1623), Erzbischof und Kurfürst von Trier
- Johann Reinhard von Metternich († 1637), Domherr in Trier, Bamberg und Münster, Dompropst in Mainz, Administrator von Magdeburg und Halberstadt sowie Stiftspropst zu St. Bartholomäus in Frankfurt am Main
- Karl von Metternich († 1635 oder † 1636)[5][6], Domherr in Trier, Lüttich, Eichstätt und Augsburg, Archidiakon von St. Kastor in Karden sowie Propst am Aachener Münster
- Emmerich von Metternich († 1653), Domherr in Trier, Worms und Paderborn und Dompropst in Trier
- Lothar von Metternich († 1663), kaiserlicher Kämmerer, Hofrat, Oberst und Generalquartiermeister
- Wilhelm von Metternich († 1652), kaiserlicher Kämmerer, Hof- und Kriegsrat
- Heinrich von Metternich zu Brohl († 1654), zunächst Geistlicher später Soldat, Statthalter der von Bayern besetzten unteren Pfalz und Generalmajor
- Lothar Friedrich von Metternich-Burscheid (1617–1675), Erzbischof von Mainz
- Karl Heinrich von Metternich-Winneburg (1622–1679), Erzbischof von Mainz
- Ernst von Metternich (1656–1727), preußischer Gesandter am Reichstag in Regensburg, Gouverneur von Neuenburg (1707–1709)

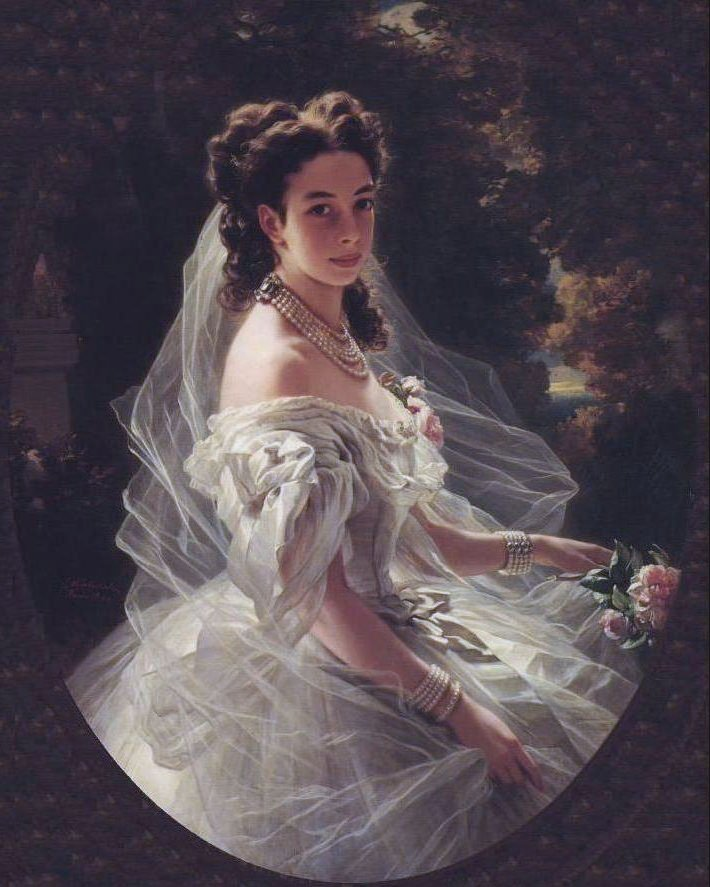
Fürstin Pauline von Metternich geb. Gräfin Sándor (1836–1921)

- Fürstin Pauline von Metternich geb. Gräfin Sándor (1836–1921)Ernst Eberhard von Metternich (1691–1717) preußischer Gesandter am Reichstag in Regensburg
- Ernst August von Metternich (1694–1720)
- Wolf von Metternich († 1731), Diplomat, Beamter und alchemistischer Schriftsteller
- Franz Georg Karl von Metternich (1746–1818), Politiker
- Klemens Wenzel Lothar von Metternich (1773–1859), österreichischer Staatsmann
- Richard Klemens von Metternich (1829–1895), österreichischer Politiker und Diplomat
- Pauline von Metternich (1836–1921), Fürstin, Salonnière und Grande Dame in Paris und Wien
- Tatiana von Metternich-Winneburg (1915–2006), Mäzenin
- Paul Alfons von Metternich-Winneburg (1917–1992), letzter Metternich im Mannesstamm
- Franz-Albrecht Metternich-Sándor (1920–2009), Chef des Hauses Ratibor und Corvey

## Metternich (Löwenwappen)

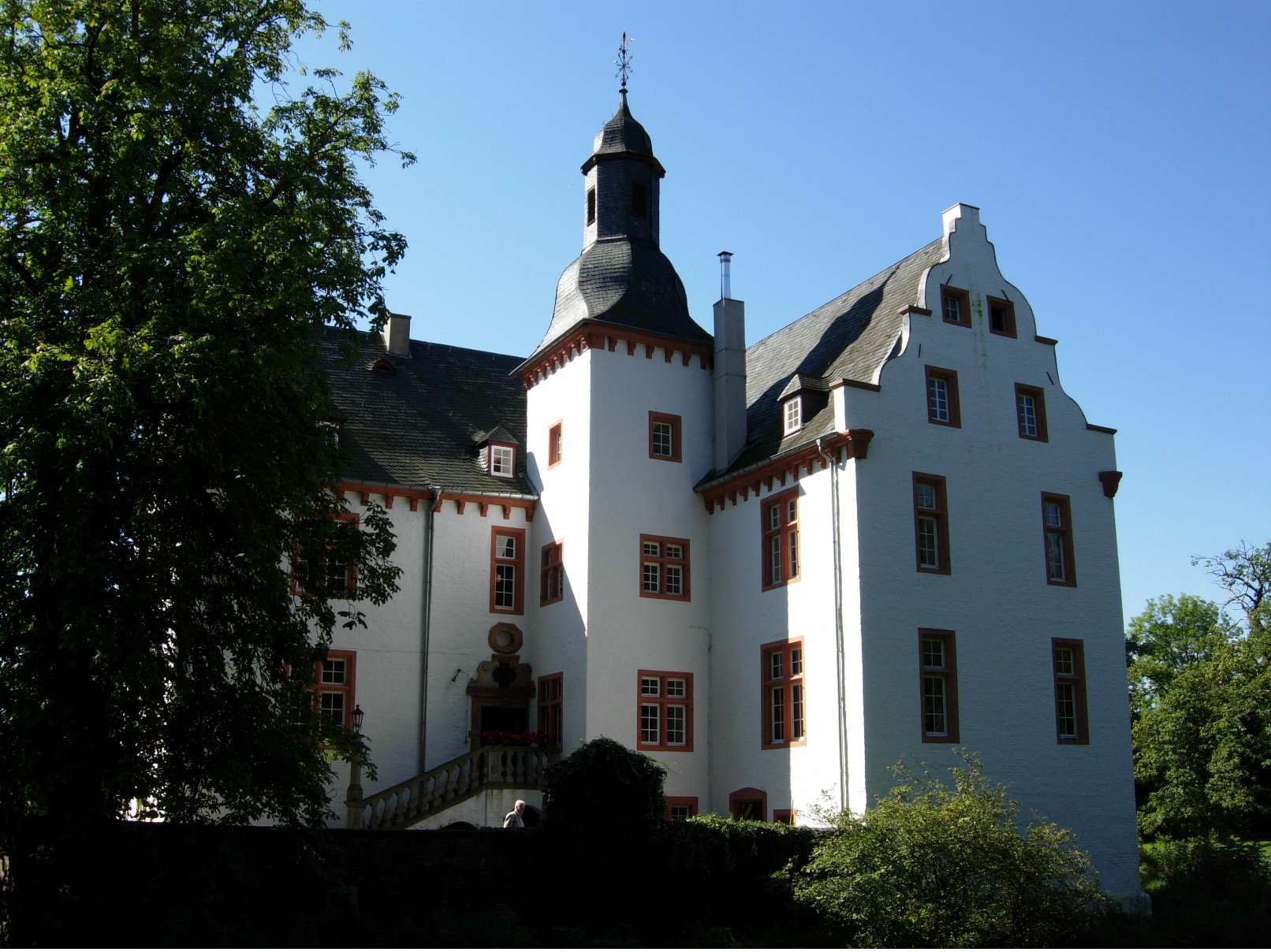
Wasserburg Metternich

Die Familie von Metternich mit dem Löwenwappen war ein Zweig der Herren von Alfter. Auf Burg Alfter wurden sie erstmals 1117 als Herren de Halechtre erwähnt und waren ab 1188 Erbmarschälle von Kurköln. Die Familie ging in der fürstlichen Familie Salm-Reifferscheidt-Dyck auf, der das Schloss in Alfter bis heute gehört. Nach dem Erwerb der heute noch existierenden Wasserburg in Metternich nannte sich der dortige Zweig von (und zu) Metternich und wird als solcher erstmals 1316 erwähnt. Die Burg blieb bis zum Verkauf im Jahre 1692 in dieser Familie.
Sowohl die Metternich mit dem Muschelwappen als auch die mit dem Löwenwappen sind im Mannesstamme erloschen.